# Гордон, Стюарт
Стюарт Гордон (англ. Stuart Gordon; 11 августа 1947, Чикаго — 24 марта 2020) — американский театральный и кинорежиссёр, сценарист, продюсер и драматург. Изначально получил признание за свои провокационные и часто спорные театральные постановки, но широкую известность получил как режиссёр фильмов ужасов. Помимо жанра ужасов снимал научную фантастику и нуар.
Известен как большой поклонник творчества Говарда Лавкрафта, экранизировавший несколько его произведений, в числе которых фильмы: «Реаниматор», «Извне», «Дагон» и «Урод в замке». Так же в работе над первым сезоном сериала «Мастера ужасов» снял эпизод «Сны в ведьмином доме» по одноименной повести. Дважды обращался к творчеству Эдгара По экранизировав рассказ «Колодец и маятник», а также для второго сезона сериала «Мастера ужасов» снял эпизод «Чёрный кот».
Большинство его фильмов отличаются ярко выраженным сексуальным контекстом.

## Биография

### Ранние годы и образование
Стюарт Гордон родился 11 августа 1947 в Чикаго, штат Иллинойс. В период обучения в школе занимался рекламой и в течение 6 месяцев иллюстрировал этикетки для бутылок Кока-Колы для местной фирмы. После окончания Лейнской технической средней школы Гордон работал подмастерьем коммерческого художника до поступления в Висконсинский университет в Мадисоне. Не имея возможности поступить в киношколу, он поступил в актёрский класс и в итоге получил специальность театрального режиссёра. За это время он основал свою первую театральную труппу — Screw Theater.

### Театральная карьера
В 1968 году, учась на последнем курсе, поставил скандальную пьесу по мотивам сказки «Питер Пен». Скандальность её заключалась в том, что Питером Пеном был хиппи, Тинкер Белл был гомосексуалистом, а путешествие в Нетландию — галлюцинацией под воздействием ЛСД. Пьеса принесла определённый успех Гордону — его арестовали и университет ему закончить не удалось.
После отчисления Гордон вернулся в Чикаго и вскоре стал одним из соучредителей Органического театра, который впоследствии стал довольно известен. Гордон поставил множество спектаклей в качестве режиссёра. Его постановки отличались различными новшествами, революционностью, иногда они шокировали. Одним из самых успешных спектаклей стал «Платок!» (англ. Warp), на создание которого Гордона вдохновили комиксы «Marvel», однако Гордон не получил прав на использование ни на одного из персонажей компании и ему пришлось выдумывать своего. Спектакль имел два продолжения — «Доктор Странность» (англ. Dr. Strange) и Тор (англ. Thor). Не менее странным был спектакль «Кровавая Бесс» (англ. Bloody Bess), в котором главной героиней была пиратка-лесбиянка.
В 1979 году ставит спектакль «Фанаты с трибун», вышедший, впоследствии, в телевизионной версии как Дешёвые места. В 2002 году участвовал в создании фильма по данной пьесе как продюсер.
В 1985 году Гордон знакомится с начинающим кинопродюсером Брайаном Юзна и тогда же состоялся его режиссёрский кинодебют «Ре-аниматор» (по мотивам рассказа Лавкрафта), который был снят всего за 20 дней. Затем Гордон пишет сценарий и снимает ещё один «лавкрафтовский» фильм ужасов — «Извне». В 1987 году выходит очередной его «хоррор» — «Куклы» по оригинальному сюжету, который рассказывает о куклах-убийцах. В 1989 году Гордон временно отходит от ужасов и пишет сценарий для комедии «Дорогая, я уменьшил детей». Впоследствии его же сценарий использовался при съёмках сиквела «Дорогая, я увеличил ребёнка».
В 1990 году по своему сценарию он снимает постапокалиптический фильм «Робот Джокс». В этом же году выходит экранизация произведения Эдгара По «Колодец и маятник». В 1992 году выходит фильм «Крепость», который повествует о тюрьме будущего. В 1995 и 1996 выходят два его фильма ужасов — «Урод в замке» и «Дантист» (к последнему Гордон написал только сценарий).
В 1996 году выходит фильм «Космические дальнобойщики» — смесь комедии и фантастики. Бюджет его стал самым большим для Гордона на то время — 30 млн долларов. Вскоре он снимает новый фильм ужасов по Лавкрафту, который мечтал снять на протяжении 15 лет — Дагон.
В 2004 году поставил фильм «Король муравьёв», за которым в 2006 году последовала чёрная комедия «Счастливчик Эдмонд».
С 2005 по 2007 — участвовал в создании киносериала «Мастера ужасов»: «Сны в доме ведьм» и «Чёрный кот».
Последний его фильм «Засада» вышел на экраны в 2008 году.
С 23 января по 26 января 2014 года в Москве проходила IV Mеждународная российская кинопремия ужасов Капля (кинопремия), гостями которой стали Станко Мольнар, Стюарт Гордон, Брайан Юзна, японский режиссёр Сюске Канеко, Оливер Робинс. 26 января в Центральном доме журналистов прошла церемония награждения победителей кинопремии, на которой Стюарту Гордону и Брайану Юзне была вручена специальная премия за международный вклад в развитие жанра хоррор. На церемонии же состоялась торжественная передача в фонд музея кинопремии оригинального экземпляра 35-мм плёнки фильмов «Общество» и «Реаниматор» лично из рук Юзны.

## Фильмография

### Режиссёр
- 1979 — Фанаты с трибун (Дешевые места) / Bleacher Bums
- 1985 — Реаниматор / Re-Animator
- 1986 — Извне / From Beyond
- 1986 — Куклы / Dolls
- 1988 — Ребёнок в безопасности: видео / Kid Safe: The Video
- 1989 — Роботы-бойцы / Robot Jox
- 1990 — Колодец и маятник / The Pit And The Pendulum
- 1990 — Дочь тьмы / Daughter of Darkness
- 1992 — Крепость / The Fortress
- 1995 — Урод в замке / Castle Freak
- 1996 — Космические дальнобойщики / Space Truckers
- 1998 — Замечательный костюм цвета сливочного мороженого / The Wonderful Ice Cream Suit
- 2001 — Дагон / Dagon
- 2004 — Король муравьёв / King of the Ants
- 2005 — Счастливчик Эдмонд / Edmond
- 2005 — Сны в доме ведьм / H. P. Lovecraft’s Dreams in the Witch House
- 2007 — Чёрный кот / The Black Cat
- 2008 — Засада / Stuck
- 2008 — Людоед (эпизод сериала «Воплощение страха») / Eater

### Сценарист
- 1979— Фанаты с трибун (Дешевые места) / Bleacher Bums
- 1985— Реаниматор / Re-Animator
- 1986— Извне / From Beyond
- 1988— Ребёнок в безопасности: видео / Kid Safe: The Video
- 1989— Дорогая, я уменьшил детей / Honey, I Shrunk the Kids
- 1993— Похитители тел / Body Snatchers
- 1995— Урод в замке / Castle Freak
- 1996— Дантист / The Dentist
- 1996— Космические дальнобойщики / Space Truckers
- 1998— Эмбрион / Progeny
- 2005— Мастера ужасов: Сны в доме ведьм / Masters of Horror (episode «Dreams In the Witch-House»)

### Продюсер
- 1992 — Дорогая, я увеличил ребёнка / Honey, I Blew Up the Kid
- 1996 — Космические дальнобойщики / Space Truckers
- 1998 — Замечательный костюм цвета сливочного мороженого / The Wonderful Ice Cream Suit
- 1998 — Эмбрион / Progeny
- 2000 — Мальчик-улитка / Snail Boy
- 2002 — Смертное ложе / Deathbed
- 2002 — Дешевые места / Bleacher Bums
- 2003 — Король муравьёв / King of the Ants
- 2005 — Счастливчик Эдмонд / Edmond